# نیلز هلوگ پترسن
نیلز هلوگ پترسن (انگلیسی: Niels Helveg Petersen; ۱۷ ژانویهٔ ۱۹۳۹ – ۳ ژوئن ۲۰۱۷) سیاست‌مدار اهل دانمارک بود. وی از ۱۵ ژانویه ۱۹۹۳ تا ۱ دسامبر ۲۰۰۰ وزیر امور خارجه این کشور بود.
نیلز هلوگ پترسن در ۳ ژوئن ۲۰۱۷، در سن ۷۸ سالگی بر اثر سرطان مری درگذشت.